# Nasdaq Nordic
Nasdaq Nordic — загальна назва дочірніх компаній Nasdaq Inc, які надають фінансові послуги та керують ринками цінних паперів у Скандинавії та Балтійському регіонах Європи.
Історично операції були відомі під назвою компанії OMX AB (Aktiebolaget Optionsmäklarna/Helsinki Stock Exchange), створеної у 2003 році в результаті Злиття та поглинання між OM AB та HEX plc. У 2015 році юридична особа «OMX AB» була перейменована на «Nasdaq AB», але вона також працює під назвою «Nasdaq OMX AB». З лютого 2008 року вони є частиною Nasdaq, Inc. (раніше відомої як Nasdaq OMX Group).
23 серпня 2023 року компанія створила EuroCTP як спільне підприємство з 13 іншими біржами, намагаючись забезпечити консолідовану стрічку тікерів для Європейського Союзу, як частину Союзу ринків капіталу, запропонованого Європейською комісією.